# 菰黑粉菌
菰黑粉菌（学名：Ustilago esculenta），又称菰黑穗菌、茭白黑粉菌，是属于黑粉菌目黑粉菌科黑粉菌属的一种真菌，寄生在菰上，可引起菰黑粉病。其菌瘿可食用，称为茭白。该种分布于中国、日本、越南、印度、俄罗斯、美国等地。